# Sień w Wieży Duńskiej na Wawelu
Sień w wieży Duńskiej – jedno z pomieszczeń Zamku Królewskiego na Wawelu, wchodzące w skład ekspozycji Prywatnych Apartamentów Królewskich. Przebudowane w XVI i XVII w., znajduje się w gotyckiej wieży, zw. Duńską. O formach pierwotnej architektury wnętrza przypomina zachowana głęboka nisza okienna. Na portalach z XVI stulecia widnieją łacińskie sentencje: TENDIT IN ARDUA VIRTUS (Cnota dąży do rzeczy trudnych) oraz VELIS QUOD POSSIS (Chciej co możesz).
Komnata wyposażona jest głównie w XVII-wieczne obrazy holenderskie, m.in. Zuzanna i starcy pędzla Teodora Bogdana Lubienieckiego. Z tego stulecia pochodzi również gdańska szafa i flamandzki gobelin Pasterze. Waza majolikowa pochodzi z warsztatu Patanazich w Urbino (koniec XVI w.).